# Erylus monticularis
Erylus monticularis är en svampdjursart som beskrevs av James Barrie Kirkpatrick 1900. Erylus monticularis ingår i släktet Erylus och familjen Geodiidae.
Artens utbredningsområde är havet kring Tuvalu. Inga underarter finns listade i Catalogue of Life.